# Chondracanthus zei
Chondracanthus zei is een eenoogkreeftjessoort uit de familie van de Chondracanthidae. De wetenschappelijke naam van de soort is voor het eerst geldig gepubliceerd in 1811 door Delaroche.